# دانی (مجارستان)
دانی (به مجاری:  Dány) یک شهرداری در مجارستان است که در ناحیه گودوللو واقع شده‌است. دانی ۴۳٫۰۱ کیلومتر مربع مساحت و ۴٬۳۰۲ نفر جمعیت دارد.

## خواهرخوانده
شهر Ciumani خواهرخواندهٔ دانی هست.